# Limes Pannonicus

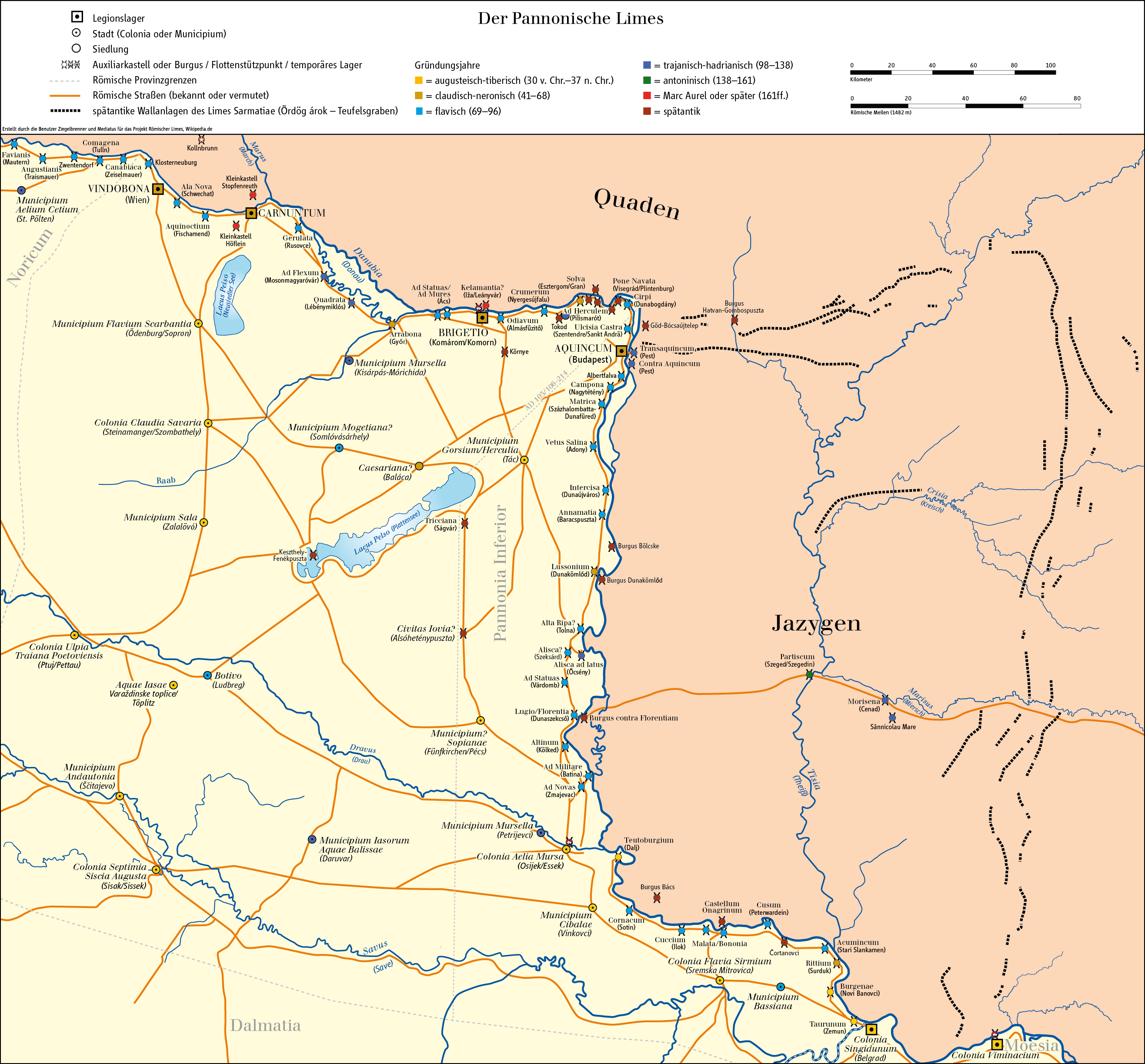
Limes Pannonicus

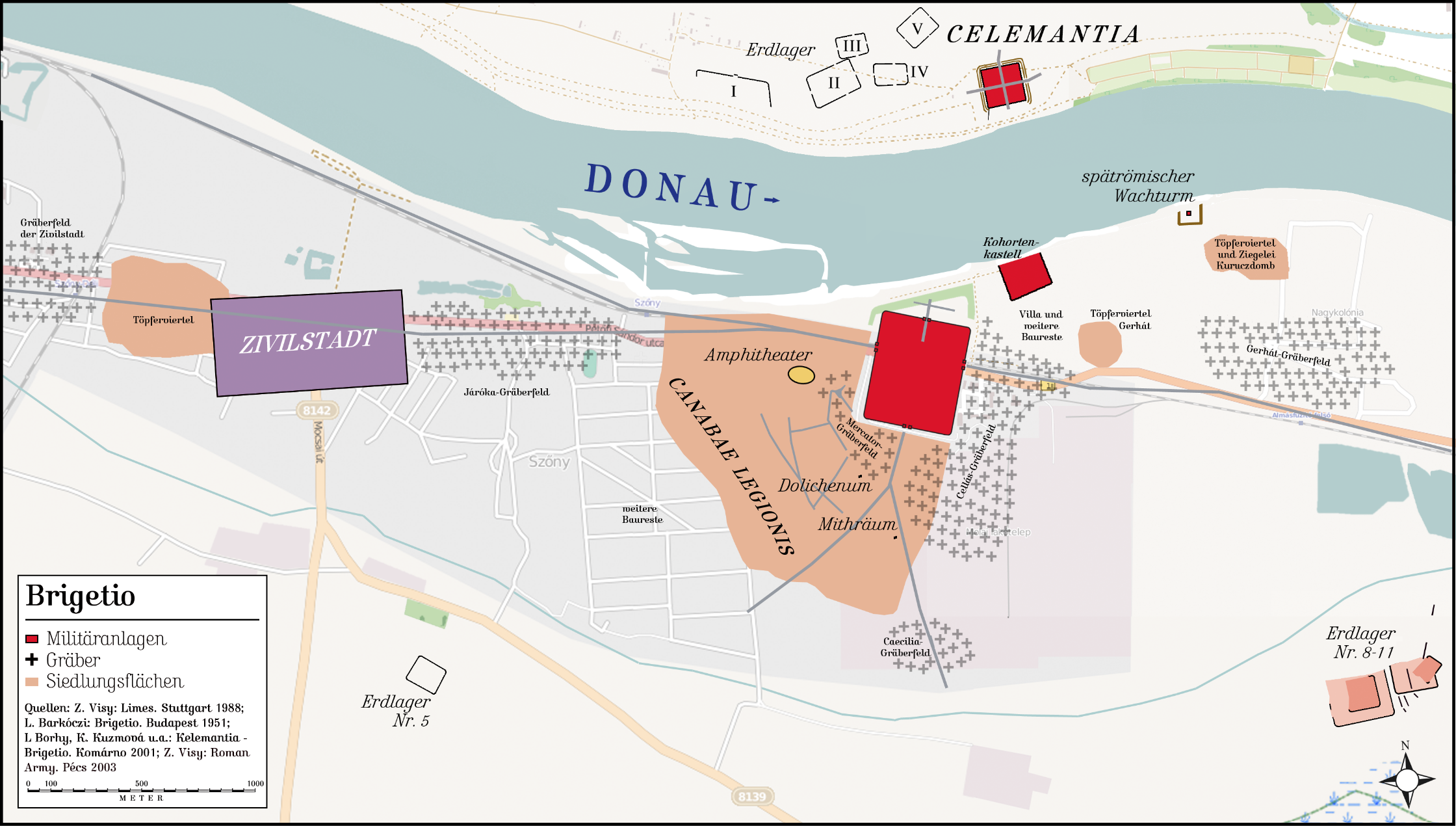
Romeins legerkamp Brigetio (Komárom)

De Limes Pannonicus is het 420 kilometer lange deel van de Donaulimes, dat zich uitstrekt van het kasteel Klosterneuburg in Oostenrijk tot het kasteel van Belgrado (Singidunum) in het huidige Servië. De castra beschermden de Romeinse provincie Pannonië tegen aanvallen vanuit het noorden van 9 v.Chr. tot het begin van de 5e eeuw. 
De Donaulimes was een van de meest onrustige gebieden in het Europese deel van het Romeinse Rijk. Tijdens de meer dan 400 jaar van Romeinse heerschappij was Pannonië een van de belangrijkste provincies, vooral na het verlaten van Dacië in het jaar 271, en de daarop volgende Grote Volksverhuizing werd de druk op dit deel van de Limes verhoogd. De Limes hadden ook een grote invloed op het economische en culturele leven van de burgerbevolking, aangezien het achterland een van de belangrijkste bevoorradingsgebieden voor de grenstroepen was en deze garant stonden voor de snelle romanisering van de provincie. 
Het merendeel van de bezettingstroepen was gelegerd in forten, kleine forten, wachttorens, burgi en versterkte bruggenhoofden, die op regelmatige afstand van elkaar langs de oever van de rivier werden opgericht. In geval van nood kregen deze eenheden steun van de legioenen, die hun hoofdkwartier hadden in grote militaire centra met een stedelijk karakter, zoals Carnuntum en Aquincum. Om de Donau als grens van het Romeinse Rijk te verwerven en te behouden, werden tal van conflicten met Germaanse en Sarmatische volken uitgevochten. In de 5e eeuw bij de val van het West-Romeinse Rijk kwam de limes in onbruik.